# Vojtech Matyáš Jírovec

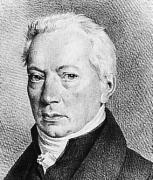
Vojtech Matyás Jírovec

Adalbert Mathias Gyrowetz, o meglio Vojtech Matyáš Jírovec, (České Budějovice, 20 febbraio 1763 – Vienna, 1850), è stato un compositore ceco.

## Biografia
Iniziò gli studi musicali con il padre, maestro di cappella presso la Cattedrale di České Budějovice prima di trasferirsi a Praga per studiare legge.
Divenne segretario del conte Franz von Fünfkirchen a Brno, per il quale partecipò ai concerti della sua orchestra. Ivi compose le sue prime sinfonie che inviò ad un editore. Nel 1785 si trasferì a Vienna, dove divenne amico di Mozart, che lo incoraggiò a perseverare nella composizione.
Dal 1786 al 1793, viaggiò in tutta Europa, dove ebbe modo di incontrare Johann Wolfgang von Goethe a Roma, Ignaz Pleyel e Joseph Haydn a Londra ai Concerti Salomon nel 1791. A Parigi scoprì che una delle sue sinfonie era stata attribuita a Haydn, la cui maggior reputazione consentiva agli editori di vendere più facilmente le opere.
Tornò quindi in Boemia nel 1793. Nel 1804 fu nominato alla prestigiosa posizione di vice Kapellmeister del Teatro di Corte di Vienna, dove ebbe modo di fare la conoscenza di Beethoven, diventando suo amico.

## Opere
Alcune sue opere poco conosciute sono state riscoperte dai London Mozart Players nel 2000, con la registrazione delle sinfonie op. 6 No. 2 e 3 e op. 12 n. 1 in stile galante, si avvicinano alle sinfonie scritte da Joseph Haydn.
Oltre a delle opere, scrisse numerosi ed importanti pezzi di musica da camera.
- Opere
  - Semiramis (1791 - perduto)
  - Selico (1804 Vienna)
  - Mirana, die Königin der Amazonen (1806 Theater an der Wien)
  - Agnes Sorel (1806 Vienna)
  - Ida, die büssende (1807 Theater an der Wien)
  - Die Junggesellen-Wirtschaft (1807 Vienna)
  - Emericke (1807 Vienna)
  - Die Pagen des Herzogs von Vendôme (1808 Vienna)
  - Der Sammtrock (1809 Vienna)
  - Der betrogene Betrüger (1810 Vienna)
  - Das zugemauerte Fenster (1810 Vienna)
  - Der Augenarzt (1811 Vienna)
  - Federica ed Adolfo (1812 Vienna)
  - Das Winterquartier in America (1812 Vienna)
  - Robert, oder Die Prüfung (1815 Vienna)
  - Helene (1816 Vienna)
  - Die beiden Eremiten (1816)
  - Der Gemahl von ungefähr (1816 Vienna)
  - Die beiden Savoyarden (1817)
  - Il finto Stanislao (1818 Milano)
  - Aladin (1819 Vienna)
  - Das Ständchen (1823 Vienna)
  - Des Kaisers Genesung (1826 Vienna)
  - Der blinde Harfner (1827 Vienna)
  - Der Geburtstag (1828 Vienna)
  - Der dreizehnte Mantel (1829 Vienna)
  - Felix und Adele (1831 Vienna)
  - Hans Sachs im vorgerückten Alter (1834 Dresda)
- Più di 60 sinfonie, comprendenti:
  - Symphony in E-flat major, Op. 6, No. 2
  - Symphony in F major, Op. 6, No. 3
  - Symphony in D major, Op. 12, No. 1
- Tre quartetti per Flauto  Op. 11 (1795)
  - No. 1 in D major
  - No. 2 in G major
  - No. 3 in C major
- Circa 60 quartetto d'archi, fra cui:
  - Six String Quartets, Op. 17
  - Three String Quartets, Op. 25a
  - Three String Quartets, Op. 44
    - No. 1 in G major
    - No. 2 in B-flat major
    - No. 3 in A-flat major

  - Three String Quartets, Op. 30
  - Three String Quartets, Op. 56
- 30 Trio comprendenti:
  - Three Piano Trios, op. 10
  - Three Piano Trios, op. 18
  - Trio per pianoforte, Op. 22
  - Three Piano Trios, op. 15
  - Three Trios for piano, violin or flute, and cello, op. 12
  - Three Piano Trios, op. 41
  - Trio (clarinet, cello, and piano), Op. 43
  - Nocturne no. 9 for Piano Trio, op. 41 (1800)
  - Divertimento for Piano Trio, op. 50
- 40 sonate per violino
- 3 quintetti, fra cui:
  - Quintet in C major (2 violins, 2 violas, and cello) Op.45
- Molta musica da camera, comprendente:
  - Quartetto in Sol minore (flauto, violino, viola e violoncello), Op. 19, No. 2
  - Third Nightmusic (flauto, violino, viola e violoncello), Op. 26
  - Quintetto in Mi minore per flauto, violino, viola e violoncello, op. 39 (1800)